# Холцхајм (Ар)
Холцхајм (њем. Holzheim) општина је у њемачкој савезној држави Рајна-Палатинат. Једно је од 137 општинских средишта округа Рајн-Лан. Према процјени из 2010. у општини је живјело 865 становника. Посједује регионалну шифру (AGS) 7141061.

## Географски и демографски подаци
Холцхајм се налази у савезној држави Рајна-Палатинат у округу Рајн-Лан. Општина се налази на надморској висини од 130 метара. Површина општине износи 5,0 km². У самом мјесту је, према процјени из 2010. године, живјело 865 становника. Просјечна густина становништва износи 173 становника/km².